# Альдикон
Альдикон — река в Амурской области России, левый приток Селемджи.
Исток — в 12 км к северо-западу от станции «Исикан» Дальневосточной железной дороги. Протекает по территории Мазановского и Селемджинского районов по равнине в подзоне тайги. Устье — ниже села Норск. Длина — 183 км, площадь водосборного бассейна — 2780 км².
В 2002 году в бассейне реки был создан заказник — Государственное природное водно-болотное угодье областного значения «Альдикон» — с целью сохранения и восстановления ценных природных комплексов, ресурсов животного и растительного мира, редких и исчезающих видов животных и растений и их генофонда.
Предположительно название реки произошло от эвенкийского альдун — «каменистое дно».

## Данные водного реестра
По данным государственного водного реестра России относится к Амурскому бассейновому округу, речной бассейн реки Амур, речной подбассейн реки — Зея, водохозяйственный участок реки — Селемджа.
Код объекта в государственном водном реестре — 20030400312118100038379.

## Притоки
(расстояние от устья)
- 6 км: река Бархатовский (лв)
- 22 км: река Пятиручка (лв)
- 30 км: река Десятиха (пр)
- 34 км: река Адрикон (пр)
- 57 км: река Первая (лв)
- 63 км: река Сара (пр)
- 70 км: река Вторая (лв)
- 86 км: река Левая Антосюкова (лв)
- 105 км: река Пыреистый (лв)
- 110 км: река Доломень (лв)
- 120 км: река Тан-Ксы (лв)
- 130 км: река Малый Альдикон (пр)
- 155 км: река без названия (пр)